# Ciclismo ai Giochi della XXXI Olimpiade - Velocità a squadre femminile

## Regolamento
Nella velocità a squadre, due squadre di due atlete si affrontano su una distanza di due giri di pista. In ciascuna squadra la prima ciclista tira per un giro, per poi spostarsi e permettere al secondo elemento del team di completare la gara.
La competizione si svolge in tre turni:
- Qualificazioni: Nelle qualificazioni le squadre scendono in pista a due a due per stabilire, analogamente ad una comune gara a cronometro, il loro tempo di qualifica.
- Semifinale: Gli incontri si basano sulle classifiche dei tempi di qualificazione delle squadre: n. 1 contro 8, n. 2 contro 7, n. 3 contro 6 e n. 4 contro 5.
- Finale:  Le due squadre più veloci delle semifinali, avanzano alla corsa per la medaglia d'oro, mentre le due successive competono per il bronzo.

## Risultati

### Qualificazioni
| Pos. | Paese         | Cicliste                         | Tempo  | Note |
| ---- | ------------- | -------------------------------- | ------ | ---- |
| 1    | Cina          | Gong Jinjie Zhong Tianshi        | 32.305 | Q,   |
| 2    | Russia        | Daria Shmeleva Anastasia Voynova | 32.655 | Q    |
| 3    | Germania      | Miriam Welte Kristina Vogel      | 32.673 | Q    |
| 4    | Australia     | Anna Meares Stephanie Morton     | 32.881 | Q    |
| 5    | Paesi Bassi   | Elis Ligtlee Laurine van Riessen | 33.189 | Q    |
| 6    | Francia       | Virginie Cueff Sandie Clair      | 33.625 | Q    |
| 7    | Canada        | Monique Sullivan Kate O'Brien    | 33.735 | Q    |
| 8    | Spagna        | Helena Casas Tania Calvo         | 33.891 | Q    |
| 9    | Nuova Zelanda | Natasha Hansen Olivia Podmore    | 34.346 |      |

### Primo turno
| Pos. | Manche | Paese       | Cicliste                         | Tempo  | Note |
| ---- | ------ | ----------- | -------------------------------- | ------ | ---- |
| 1    | 3      | Cina        | Gong Jinjie Zhong Tianshi        | 31.928 | QG   |
| 2    | 4      | Russia      | Daria Shmeleva Anastasia Voynova | 32.324 | QG   |
| 3    | 1      | Australia   | Anna Meares Stephanie Morton     | 32.636 | QB   |
| 4    | 2      | Germania    | Miriam Welte Kristina Vogel      | 32.806 | QB   |
| 5    | 1      | Paesi Bassi | Elis Ligtlee Laurine van Riessen | 32.792 |      |
| 6    | 3      | Francia     | Virginie Cueff Sandie Clair      | 33.517 |      |
| 7    | 2      | Spagna      | Helena Casas Tania Calvo         | 33.531 |      |
| 8    | 4      | Canada      | Monique Sullivan Kate O'Brien    | 33.684 |      |

### Finali
Gara per l'oro
| Pos. | Paese  | Ciclisti                         | Tempo  | Note |
| ---- | ------ | -------------------------------- | ------ | ---- |
|      | Cina   | Gong Jinjie Zhong Tianshi        | 32.107 |      |
|      | Russia | Daria Shmeleva Anastasia Voynova | 32.401 |      |

Gara per il bronzo
| Pos. | Paese     | Ciclisti                     | Tempo  | Note |
| ---- | --------- | ---------------------------- | ------ | ---- |
|      | Germania  | Miriam Welte Kristina Vogel  | 32.636 |      |
| 4    | Australia | Anna Meares Stephanie Morton | 32.658 |      |